# Gerrit Smith
Pour les articles homonymes, voir Smith.
Gerrit Smith (6 mars 1797 - 28 décembre 1874) était un homme politique, un abolitionniste et un philanthrope américain. Il fut candidat à trois reprises au poste de président des États-Unis en 1848, 1852 et 1856, et est également connu pour avoir été l'un des Secret Six qui ont financé en 1859 le raid contre Harpers Ferry entrepris par John Brown pour l'abolition de l'esclavage aux États-Unis.
Il est le père d'Elizabeth Smith Miller, militante féministe et antiesclavagiste.
Il ne remplit qu’un seul mandat à la Chambre des représentants de 1853 à 1854.